# Atlante (astronomia)
Atlante è un satellite naturale di Saturno. È stato scoperto da Richard Terrile nel 1980 dalle fotografie riprese dalla sonda Voyager e fu chiamato S/1980 S 28. Nel 1983 venne chiamato in onore di Atlante della mitologia greca perché "regge gli anelli sulle sue spalle", come il Titano Atlante reggeva il cielo sopra la Terra.

## Caratteristiche
Atlante sembra essere un satellite pastore dell'anello A e nel 2004 è stato scoperto un debole e sottile anello, temporaneamente chiamato R/2004 S 1, all'interno della sua orbita.
Le fotografie ad alta risoluzione riprese nel giugno 2005 dalla sonda Cassini hanno rivelato una luna a forma di disco, con una grande cresta equatoriale.
Atlante è perturbato dalla presenza di Prometeo e in misura minore da Pandora, che causano una deviazione in longitudine di circa 600 km (~0.25°) dall'orbita kepleriana con un periodo di circa 3 anni.
Siccome le orbite di Prometeo e Pandora sono caotiche, si è ipotizzato che lo sia anche quella di Atlante.